# Vioolconcert (Aho)
Kalevi Aho componeerde zijn Vioolconcert in de jaren 1981 en 1982. 
Aho schreef wel meerdere concertos, maar heeft geen werk meer in dit genre geschreven (gegevens 2012). In 1973 had Aho echter wel een Symfonie concertante voor viool en orkest geschreven, maar dat ging de boeken in als zijn derde symfonie. Aho vond het ten tijde van de derde symfonie nog moeilijk de balans te vinden tussen solist en orkest. Hij vond dat hij dat in zijn vioolconcert beter voor elkaar had. In zijn eigen analyse schreef hij dat het werk lichtjes danst en langzaam toewerkt naar een climax. Als deze climax achter de rug is begin de eerst zo dansbare muziek ongemakkelijk aan te voelen. Aho omschreef het werk als een muzikale reis. Een nieuwigheidje was dat Aho in deel 3 een eufoniumsolo inbouwde.
Aho’s populariteit was groeiende, want dit werk kreeg al snel een eerste uitvoering. Manfred Gräsbeck gaf op 29 september 1982 de premiere, samen met het Fins Radiosymfonieorkest onder leiding van Jorma Panula. 

## Delen
Het werk kent een traditionele driedelige structuur:
1. Andante
2. Leggiero
3. Tempo di valse

Deel 3 is een wals; Finnen zijn over het algemeen dol op dansen, vooral de wals en de tango.

## Orkestratie
- soloviool
- 3 dwarsfluiten, 3 hobo’s, 3 klarinetten, 3 fagotten
- 3 hoorns, 3 trompetten, 3 trombones, 1 eufonium
- pauken, 1 harp
- violen, altviolen, celli, contrabassen

## Discografie
- Uitgave BIS Records: Manfred Gräsbeck met het Symfonieorkest van Lahti o.l.v. Osmo Vänskä, opnamen 1989